# Omm oţ Ţorfeh
Omm oţ Ţorfeh (persiska: امّ الطرفه) är en ort i Iran.   Den ligger i provinsen Khuzestan, i den centrala delen av landet, 600 km söder om huvudstaden Teheran. Omm oţ Ţorfeh ligger 11 meter över havet och antalet invånare är 189.
Terrängen runt Omm oţ Ţorfeh är platt.Runt Omm oţ Ţorfeh är det ganska tätbefolkat, med 144 invånare per kvadratkilometer. Närmaste större samhälle är Ahvaz, 18,0 km nordväst om Omm oţ Ţorfeh. Trakten runt Omm oţ Ţorfeh är ofruktbar med lite eller ingen växtlighet.